# إدارة الدواء باستخدام الرموز القضبانية

أحد أنواع الرموز الشريطية المستخدمة في تغليف الدواء

إدارة الدواء باستخدام الرمز الشريطي (BCMA) هي نظام من الرموز الشريطية صممته جليننا سو كينيك "Glenna Sue Kinnick" لمنع الأخطاء الطبية في أماكن الرعاية الصحية وتحسين جودة وسلامة إدارة الادوية، تتمثل الأهداف العامة لإدارة الدواء باستخدام الرمز الشريطي (BCMA) في تحسين الدقة ومنع الأخطاء وإنشاء سجلات لإدارة الدواء عبر الإنترنت.

## التاريخ
استخدمت تقنية إدارة الدواء باستخدام الرمز الشريطي (BCMA) لأول مرة في عام 1995، في مركز كولمير أونيل الطبي في توبيكا، كانساس، الولايات المتحدة. تم إنشاؤه من قبل جليننا سو كينيك، التي استوحت الفكرة من خدمة تأجير السيارات باستخدام تقنية الرمز الشريطي.
من عام 1999 حتى عام 2001، استخدمت وزارة شؤون المحاربين القدامى النظام في 161 منشأة. يوصي كامينغز وآخرون بنظام إدارة الدواء باستخدام الرمز الشريطي (BCMA) لتقليل الأخطاء. ويقترحون إعدادات للرعاية الصحية للنظر في النظام أولاً أثناء انتظار تحديد الترددات الراديوية (RFID)
وأشاروا أيضًا إلى أن تبني النظام يتطلب خطة دقيقة وتغييرًا عميقًا في أنماط العمل. اعتبارا من عام 2004، تم تكليف المستشفيات من قبل الحكومة الفيدرالية للبدء في استخدام نظام إدارة الدواء باستخدام الرمز الشريطي (BCMA) لجميع الأدوية والوصفات الطبية.

## التنفيذ
يتألف النظام من قارئ الرموز الشريطية وحاسوب مع اتصال لاسلكي وبعض البرامج، عندما تقدم الممرضة الدواء لمريض، يمكن للممرضة مسح الرمز الشريطي الموجود على معصم المريض للتحقق من هويته ثم يمكن للممرضة بعد ذلك مسح الرمز الشريطي للدواء واستخدام البرنامج للتحقق من أنها تقوم بتقديم الدواء المناسب للمريض المناسب بالجرعة المناسبة وفي التوقيت المناسب.
صمم نظام إدارة الدواء بالرمز الشريطي ليكون بمثابة تحقق إضافي لمساعدة الممرضين في تقديم الأدوية؛ ومع ذلك، لا يمكن أن تحل محل الخبرة والحكم المهني للممرضة. أظهر تنفيذ نظام إدارة الدواء باستخدام الرمز الشريطي (BCMA) انخفاضًا في أخطاء إدارة الدواء في اماكن الرعاية الطبية.
تشتمل الرموز الشريطية الخاصة بالأدوية على تعليمات واضحة تنعكس في عبوة الرمز الشريطي، يتم استخدام الأرقام القليلة الأولى لتحديد الملصق، ويتم إصدار هذا الرمز بواسطة إدارة الغذاء والدواء. يحتوي القسم التالي من الملصق على رمز المنتج، والمعروف باسم الدواء، ويسرد القسم الأخير من ملصق الرمز الشريطي رمز الرابط الخاص بالدواء.